# Козлы (Руднянский район)
Козлы — деревня в Руднянском районе Смоленской области России. Входит в состав Понизовского сельского поселения. По состоянию на 2007 год постоянного населения не имеет. 
Расположена в западной части области в 33 км к северо-западу от Рудни, в 35 км западнее автодороги Р133 Смоленск — Невель, на берегу реки Балазна. В 34 км юго-восточнее деревни расположена железнодорожная станция Рудня на линии Смоленск — Витебск.

## История
В годы Великой Отечественной войны деревня была оккупирована гитлеровскими войсками в июле 1941 года, освобождена в октябре 1943 года.